# Battle Spirits - Heroes
Battle Spirits - Heroes (バトルスピリッツ 覇王（ヒーローズ）?, Batoru Supirittsu Hīrōzu) è un anime shōnen, tratto dal gioco di carte collezionabili Battle Spirits, creato da Hajime Yatate e prodotto dalla Sunrise. La serie è andata in onda in Giappone su Nagoya TV dal 18 settembre 2011 al 2 settembre 2012. In Italia è stata trasmessa su Rai 2 dal 17 ottobre al 22 dicembre 2017.
BS - Heroes è la quarta serie anime della saga di Battle Spirits ed è preceduta da BS - Brave e seguita da BS - Sword Eyes.

## Trama
Hajime Hinobori è un ragazzo appassionato di Battle Spirits. Quando i genitori costruiscono un sistema di battaglia, egli vede realizzato il suo sogno di giocare con gli Spirit.

## Personaggi
Hajime Hinobori (陽昇 ハジメ?, Hinobori Hajime)
Doppiato da: Mana Hirata (ed. giapponese), Gaia Bolognesi (ed. italiana)
Un tredicenne grande fan di Battle Spirits ed è sempre entusiasta di giocarci. Usa molto il rosso, suo colore preferito. Ha la strana abitudine di condire il riso con strane miscelazioni. I suoi genitori hanno costruito il sistema di battaglia e spesso si arrabbia facilmente. I suoi Spirit chiave sono 'Lord Dragon Eroe Dragone' e 'TheExplosionDragonLord Bazzel'.
Tegamaru Tanashi (棚志 テガマル?, Tanashi Tegamaru)
Doppiato da: Jun Fukuyama (ed. giapponese), Alex Polidori (ed. italiana)
Un ragazzo estremamente arrogante. Rifiuta le sfide e dimentica i nomi dei giocatori, ricordando solo quelli che ritiene alla sua altezza. Adora il latte. In battaglia possiede un atteggiamento imponente. Utilizza molto il colore rosso e i suoi Spirit chiave sono 'TheKatanaHero Musashied Ashliger' e 'TheDragonSupremeDeity Amaterasu'.
Kimari Tatsumi (巽 キマリ?, Tatsumi Kimari)
Doppiata da: Saki Fujita (ed. giapponese), Monica Volpe (ed. italiana)
Una bella ragazza che afferma di voler conquistare il mondo. Piuttosto prepotente, è la figlia del professore Denjirō Tatsumi, che ha lavorato al fianco dei genitori di Hajime nella costruzione di un sistema di battaglia. Ha un fratello minore, Kouta. Utilizza molto il colore viola e i suoi Spirit chiave sono 'TheCurseHero Chaotic-Shimei' e 'TheBeautyHero Cleopatras'.
Kouta Tatsumi (巽 コウタ?, Tatsumi Kouta)
Doppiato da: Reiko Takagi (ed. giapponese), Barbara Pitotti (ed. italiana)
Il fratello minore di Kimari, adora stuzzicare la sorella maggiore. Ammira Hajime come un fratello maggiore e ama collezionare le carte Pentan, sostenendo che diventerà un maestro Pentan, desiderando il costume.
Arata Yakushiji (薬師寺 アラタ?, Yakushiji Arata)
Doppiato da: Wataru Hatano / Sayaka Ōhara (da bambino) (ed. giapponese), Leonardo Graziano (ed. italiana)
Il campione mondiale in carica di Battle Spirits. Appare sempre travestito per gran parte della serie e con un falso nome. Utilizza molto il colore rosso e i suoi Spirit chiave sono 'Sieg-yamato-fried' e 'Sieg-susanoo-fried'.
Kobushi Nigiri (仁霧 コブシ?, Nigiri Kobushi)
Doppiato da: Ken'ichirō Matsuda (ed. giapponese), Mirko Cannella (ed. italiana)
Un amico di Tegamaru. Utilizza molto il colore verde.
Chihiro Kusaka/Kusakabe (日下／日下部 チヒロ?, Kusaka/Kusakabe Chihiro)
Doppiata da: Fumie Mizusawa (ed. giapponese), Eva Padoan (ed. italiana)
Un'amica di Tegamaru. Pur essendo una ragazza, si veste da maschio per ribellione verso lo stile di vita agiato che la sua famiglia vuole imporrle, tanto da modificare il suo cognome. Utilizza molto il colore bianco.
Manabu Oizumi (大泉 マナブ?, Ōizumi Manabu)
Doppiato da: Tadashi Mutō (ed. giapponese), Stefano Brusa (ed. italiana)
Presidente del consiglio studentesco, narcisista e un po' appariscente. Utilizza molto il colore blu.
Kataru Oizumi (大泉 カタル?, Ōizumi Kataru)
Doppiato da: Mika Matsuoka (ed. giapponese), Maura Cenciarelli (ed. italiana)
Il fratellino di Manabu, per cui ha una profonda ammirazione, ama i dolci. Utilizza molto il colore giallo.
Mika Kisaragi (如月 ミカ?, Kisaragi Mika)
Doppiata da: Mikako Takahashi (ed. giapponese), Chiara Oliviero (ed. italiana)
Si comporta come una sorella maggiore amorevole per Hajime e i suoi amici, ma non tanto per Arata con cui discute spesso. Cerca di aiutare i protagonisti travestendosi da grande saggio, ma alla fine si scopre che tutti a eccezione di Hajime, lo hanno sempre saputo. Utilizza molto il colore giallo.
Akari Hinobori (陽昇 アカリ?, Hinobori Akari)
Doppiata da: Mie Sonozaki (ed. giapponese), Daniela Calò (ed. italiana)
La madre di Hajime, con marito ha costruito il sistema di gioco
Mahiru Hinobori (陽昇 マヒル?, Hinobori Mahiru)
Doppiato da: Taiten Kusunoki (ed. giapponese), Andrea Lavagnino (ed. italiana)
Il padre di Hajime,  ha costruito il sistema di gioco, è un ex giocatore di Battle Spirits
Hanayo Tatsumi (巽 ハナヨ?, Tatsumi Hanayo)
Doppiata da: Junko Hagimori (ed. giapponese), Valeria Vidali (1ª voce) / Paola Majano (2ª voce) (ed. italiana)
Denjiro Tatsumi (巽 デンジロウ?, Tatsumi Denjirou)
Doppiato da: Masahito Yabe (ed. giapponese), Francesco Meoni (ed. italiana)
Matsuri Hanagata (花形 マツリ?, Hanagata Matsuri)
Doppiata da: Mamiko Noto (ed. giapponese), Emanuela Damasio (ed. italiana)
Antony Starck (アントニー・スタルク?, Antonī Sutaruku)
Doppiato da: Nobunaga Shimazaki (ed. giapponese), Patrizio Cigliano (ed. italiana)
Keisuke Saimon (柴門 ケイスケ?, Saimon Keisuke)
Doppiato da: Toru Ōkawa (ed. giapponese), Sergio Lucchetti (ed. italiana)
Tameru Tachibana (立花 タメル?, Tachibana Tameru)
Doppiato da: Akeno Watanabe (ed. giapponese), Tatiana Dessi (ed. italiana)
Dr. Sunset (Ｄｒ.サンセット?, Dr. Sansetto)
Doppiato da: Mitsuaki Madono (ed. giapponese), Sergio Lucchetti (ed. italiana)
Isami Serizawa (芹沢 イサミ?, Serizawa Isami)
Doppiato da: Takashi Kondō (ed. giapponese), Antonella Baldini (ed. italiana)
Ryuta Furuya (古屋 リュウタ?, Furuya Ryūta)
Doppiato da: Yasuaki Takumi (ed. giapponese), Massimo Bitossi (ed. italiana)
Tasuke Tsukishima (月島 タスケ?, Tsukishima Tasuke)
Doppiato da: Masakazu Morita (ed. giapponese), Laura Cosenza (ed. italiana)
Izumi "Rollerthrough" Junko (泉・ローラースルー・じゅん子?, Izumi Rōrāsurū Junko)
Doppiata da: Ryōko Shiraishi (ed. giapponese), Valentina Pallavicino (ed. italiana)
Shuu Fuseta (伏田 シュウ?, Fuseta Shū)
Doppiato da: Takuma Terashima (ed. giapponese), Paola Majano (ed. italiana)
Goro Amakusa (天草 五郎?, Amakusa Gorō)
Doppiato da: Yoshitsugu Matsuoka (ed. giapponese), ? (ed. italiana)
Renald William Ardley (レナード・ウィリアム・アードレイ?, Renādo Uiriamu Ādorei)
Doppiato da: Daisuke Kishio (ed. giapponese), Manuel Meli (ed. italiana)
Nora Nyao (ノラ・ニャオ?, Nora Nyao)
Doppiata da: Akemi Kanda (ed. giapponese), Ughetta d'Onorascenzo (ed. italiana)
Abura Katabura (アブラ・カタブラ?, Abura Katabura)
Doppiato da: Motoko Kumai (ed. giapponese), Alessio Puccio (ed. italiana)
Freddy Jason (フレディ・ジェイソン?, Furedi Jeison)
Doppiato da: Kenji Nomura (ed. giapponese), Roberto Draghetti (ed. italiana)
Galaxy Watanabe (ギャラクシー渡辺?, Gyarakushī Watanabe)
Doppiato da: Jun'ichi Suwabe (ed. giapponese), Marco Vivio (ed. italiana)

## Anime

Logo italiano della serie

L'anime, prodotto da Sunrise, è composto da 50 episodi, andati in onda su Nagoya TV dal 18 settembre 2011 al 2 settembre 2012. Dal 24 febbraio 2012 al 25 gennaio 2013 è stato raccolto in 17 DVD contenenti ciascuno 3 episodi.

In Italia è stato trasmesso su Rai 2 dal 17 ottobre al 22 dicembre 2017.

### Episodi
| Nº | Titolo italiano Giapponese 「Kanji」 - Rōmaji - Traduzione letterale | In onda           | In onda          |
| Nº | Titolo italiano Giapponese 「Kanji」 - Rōmaji - Traduzione letterale | Giapponese        | Italiano         |
| 1  | Una nuova sfida 「バースト召喚！英雄龍ロード・ドラゴン！」 - Bāsuto shōkan! Eiyū ryū rōdo doragon! – "Lo scoppio dell'evocazione! L'eroica via del drago!" | 18 settembre 2011 | 17 ottobre 2017  |
| 1  | Hajime Hinobori è un ragazzo di tredici anni che è testa calda e di buon cuore e spesso si arrabbia facilmente. I suoi genitori, Akari e Mahiru Hinobori, hanno creato un gioco di battaglia per lui chiamato Battle Spirits e li ha ringraziati per averlo creato, quando era molto contento per il gioco, incontra un ragazzo arrogante Tegamaru Tanashi e una bella ragazza Kimari Tatsumi, Kimari, la ragazza, voleva che lo sfidasse e lui lo ha accettato, e dopo che Kimari ha perso, il ragazzo vince per la prima volta. |                   |                  |
| 2  | Nasce un nuovo campione 「バーストＶＳバースト！グラント・ベンケイ出陣！」 - Bāsuto VS bāsuto! Guranto benkei shutsujin! – "Burst VS Burst! Si pone il capo Denkei in prima linea!" | 25 settembre 2011 | 18 ottobre 2017  |
| 2  | Hajime ora vive con un bambino di nome Kouta Tatsumi nella sua casa a causa del viaggio d'affari dei genitori in Germania. Dopo che si sono diventati amici e la vuole come un fratello maggiore per lui, Kouta dice a Hajime che è il fratello minore di Kimari, che la riconosce, poi, il ragazzo decide di sfidare uno dei amici di Tegamaru, Kobushi Nigiri. |                   |                  |
| 3  | Un epico scontro 「皇牙獣キンタローグ・ベアー 疾風怒濤！仁王立ちのテガマル」 - Kougajuu kintarougu bea shipuudoutou! Nioudachi no Tegamaru | 2 ottobre 2011    | 19 ottobre 2017  |
| 3  | Tegamaru vuole sfidare il presidente del consiglio studentesco Manabu Oizumi, un ragazzo più alto che frequenta la scuola di Hajime. Mentre i due si sfidano, Hajime vede Tegamaru e il presidente Manabu alla partita degli Battle Spirits, e questa volta, che vincerà Tegamaru o Manabu. |                   |                  |
| 4  | Ha inizio il campionato 「頂点の激闘！龍の覇王ジーク・ヤマト・フリード！」 - Chōten no gekitō! Ryū no haō jīku Yamato Furīdo! – "Feroce battaglia al vertice! Drago Imperatore dimensionale Yamato Freed!" | 9 ottobre 2011    | 20 ottobre 2017  |
| 4  | Arata, un campione di Battle Spirits, vuole sfidare Antony, un bell'uomo noto per la sua grazia e le sue passioni. Sebbene Hajime lo riconosca quando lo incontra, gli dice sempre di essere più forte e coraggioso, e il ragazzo convince chi sarà a vincere Arata o Antony. |                   |                  |
| 5  | Il mazzo di carte di Tegamaru 「バースト応酬！降臨！氷の覇王ミブロック・バラガン！」 - Bāsuto ōshū! Kōrin! Kōri no haō miburokku baragan! | 16 ottobre 2011   | 24 ottobre 2017  |
| 5  | Tegamaru ha le sue mazze di carte e Chihiro Kusakabe, uno dei suoi amici, non lo sapeva che ha un mazzo di carte, durante la sfida di Battle Spirits, la ragazza vuole sfidare Hajime, questa volta il ragazzo ha il mazzo di carte di Tegamaru. Tegamaru spera che vince Chihiro, ma Hajime vince spesso che far rallegrare Kouta. |                   |                  |
| 6  | Una ragazza sorprendente 「運命の出会い！？！呪の覇王カオティック・セイメイ」 - Unmei no deai!?! Noroi no haō kaotikku seimei | 23 ottobre 2011   | 25 ottobre 2017  |
| 6  | Hajime sfida una ragazza sorprendente di nome Matsuri Hanagata, la ragazza, Matsuri, è una assistente che ama sfidare qualsiasi gioco di Battle Spirits. Durante la sfida tra due ragazzi, Kouta e Kimari spera che Hajime vincerà. |                   |                  |
| 7  | Largo alle sfide 「ヒーローチャンピオンシップ開幕！風の覇王ドルクス・ウシワカ見参！」 - Hīrōchanpionshippu kaimaku! Kaze no haō dorukusu ushiwaka kenzan! | 30 ottobre 2011   | 26 ottobre 2017  |
| 8  | Kobushi alla riscossa 「ドルクス・ウシワカ 逆襲のコブシ！打倒ハジメ！」 - Dorukusu ushiwaka gyakushū no Kobushi! Datō Hajime! | 6 novembre 2011   | 27 ottobre 2017  |
| 9  | Non scoraggiarti Hajime 「打倒テガマル！運命の爆裂十紋刃！」 - Datou Tegamaru! Unmei no Bakuretsu Juumonjin! | 13 novembre 2011  | 31 ottobre 2017  |
| 10 | Questione di stile 「会長ＶＳ校長！？驚異の大粉砕、鉄の覇王サイゴード・ゴレム！」 - Kaichou VS Kouchou!? Kyoui no Dai Funsai, Kurogane no Haou Saigoudo Goremu! | 20 novembre 2011  | 1º novembre 2017 |
| 11 | Mai puntare su una sola carta 「修行編スタート！試練のペンタンデッキ！」 - Shugyouhen Sutaato! Shiren no Pentan Dekki! | 27 novembre 2011  | 2 novembre 2017  |
| 12 | Una grande amicizia 「探せ！刀の覇王ムサシード・アシュライガー！」 - Sagase! Katana no Haou Musashiido Ashuraigaa! | 4 dicembre 2011   | 3 novembre 2017  |
| 13 | La locanda del tesoro nascosto 「バースト、そしてワースト ハジメデッキ、破壊１０秒前！？」 - Baasuto, Soshite Waasuto Hajime Dekki, Hakai Jyu Byou Mae!? | 11 dicembre 2011  | 7 novembre 2017  |
| 14 | Una sfida molto istruttiva 「燃えよブラザー！光の覇王ルナアーク・カグヤ！」 - Moeyo Burazaa! Hikari no Haou Runaaaku Kaguya! | 18 dicembre 2011  | 8 novembre 2017  |
| 15 | Un Natale molto particolare 「地獄のクリスマスイブ！？暴風デッキ、軍師鳥ショカツリョー！」 - Jigoku no Kurisumasuibu!? Boufuu Dekki, Gunshichou Shokatsuryo! | 25 dicembre 2011  | 9 novembre 2017  |
| 16 | Attenti ragazzi! Si salvi chi può! 「救え、キマリ姫！龍の覇王ジーク・ヤマト・フリード！」 - Sukue, Kimari Hime! Ryuu no Haou Jiiku Yamato Furiido! | 8 gennaio 2012    | 10 novembre 2017 |
| 17 | Una nuova amicizia 「世界征服暴走バトル 白ＶＳ紫 Ｘレア対決！」 - Seikaiseifuku Bousou Batoru Shiro vs Murasaki X rea Taiketsu! | 15 gennaio 2012   | 14 novembre 2017 |
| 18 | Una sfida all'ultimo Spirit 「新たな仲間、爆炎の覇王ロード・ドラゴン・バゼル！」 - Arata na Nakama, Bakuen no Haou Roodo Doragon Bazeru! | 22 gennaio 2012   | 15 novembre 2017 |
| 19 | Tuoni, fulmini e Spirit 「ハジメとテガマル バゼルＶＳアシュライガー？」 - Hajime to Tegamaru Bazeru VS ashuraigā? | 29 gennaio 2012   | 16 novembre 2017 |
| 20 | Inizia il campionato nazionale 「爆裂スタート！覇王チャンピオンシップ全国大会！！」 - Bakuretsu sutāto! Haō chanpionshippu zenkoku taikai!! | 5 febbraio 2012   | 17 novembre 2017 |
| 21 | Un personaggio eccentrico 「雅な合体（ブレイブ）！魁の覇王ミブロック・ブレイヴァー」 - Miyabi na Bureibu! Sakigake no Haou Miburokku Bureivaa | 12 febbraio 2012  | 21 novembre 2017 |
| 22 | Decisione difficile 「行くぜ、二回戦！大粉砕ＶＳ呪滅撃！」 - Ikuze, Nikaisen! Dai Funsai VS Jumetsugeki! | 19 febbraio 2012  | 22 novembre 2017 |
| 23 | Una duellante appassionata 「奇跡の召喚！？ヒーローＸレア、烈の覇王セイリュービ」 - Kiseki no Shoukan!? Hiiroo X rea, Retsu no Haou Seiryuubi | 26 febbraio 2012  | 23 novembre 2017 |
| 24 | Uno per tutti… Tutti per Tegamaru! 「決勝戦開始！ムサシード・アシュライガーＶＳ怪奇バースト男！」 - Kesshousen Kaishi! Musashiido Ashuraigaa VS Kaiki Baasuto Otoko! | 4 marzo 2012      | 24 novembre 2017 |
| 25 | L'ultima possibilità di Hajime 「ハジメＶＳイサミ！怒濤の決勝バトル！！」 - Hajime VS Isami! Doutou no Kessho Batoru!! | 11 marzo 2012     | 28 novembre 2017 |
| 26 | I sogni si realizzano 「夢の舞台へ⋯！決着、バーストＶＳブレイヴ！！」 - Yume no Butai e…! Kecchaku, Baasuto VS Bureibu!! | 18 marzo 2012     | 29 novembre 2017 |
| 27 | Il primo duello di Masaki 「初陣 バトルフィールド ロード・ドラゴンＶＳロード・ドラゴン！」 - Uijin Batorufiirudo Roudo Doragon VS Roudo Doragon! | 25 marzo 2012     | 30 novembre 2017 |
| 28 | Il malvagio dottor Sunset 「世界への挑戦！太骨望デッキ登場！」 - Sekai e no Chousen! Taikotsubo Dekki Toujou! | 1º aprile 2012    | 1º dicembre 2017 |
| 29 | La misteriosa Dragon Eye 「ドラゴン怒りの烈神速！？セイリュービ飛翔！」 - Doragon Ikari no Retsu Shinsoku!? Seiryuubi Hishou! | 8 aprile 2012     | 5 dicembre 2017  |
| 30 | Il cavaliere inglese 「華麗なる好敵手 騎士の覇王ソーディアス・アーサー！」 - Karei naru Koutekishu Kishi no Haou Soudeiasu Aasaa! | 15 aprile 2012    | 6 dicembre 2017  |
| 31 | Chihiro e il suo sogno 「決断のバースト テガマル対チヒロ」 - Ketsudan no Baasuto Tegamaru tai Chihiro | 22 aprile 2012    | 7 dicembre 2017  |
| 32 | Viaggio in Italia 「王者吼える！天剣の覇王ジーク・スサノ・フリード！」 - Ouja Hoeru! Tenken no Haou Jiiki Susano Furiido! | 29 aprile 2012    | 8 dicembre 2017  |
| 33 | Antonio e Cleopatra 「幻のカードを探せ！竜のカルタの謎」 - Maboroshi no Kaado Sagase! Ryuu no Karuta no Nazo | 6 maggio 2012     | 11 dicembre 2017 |
| 34 | Coppie vincenti 「鉄壁コンビ！ロック・アラディンとマジン・ゴレム」 - Teppeki Conbi! Rokku Aradein to Majin Gorem | 13 maggio 2012    | 12 dicembre 2017 |
| 35 | Un nuovo potente Spirit 「覇王ドリームマッチ！スサノ・フリードＶＳバゼル！！」 - Haou Doriimu Macchi! Susano Furiido VS Bazeru!! | 20 maggio 2012    | 13 dicembre 2017 |
| 36 | Il mitico guardiano del porto 「セイリュービＶＳヴァイキング・レイブ」 - Seiryūbi VS Vaikingu Reibu – "Seiryubi VS Viking-Leiv" | 27 maggio 2012    | 14 dicembre 2017 |
| 37 | Addio dottor Sunset 「ただいま日本、さよならサンセット」 - Tadaima Nihon, sayonara Sansetto – "Sono tornato Giappone, addio Sunset" | 3 giugno 2012     | 15 dicembre 2017 |
| 38 | La rivincita dei gemelli 「リベンジ！ 十二宮Ｘレア軍団襲来！」 - Ribenji! 12 Kyu Gundan Shurai! | 10 giugno 2012    | 18 dicembre 2017 |
| 39 | Duello per la presidenza dell'associazione studentesca 「なるぜ、生徒会長！魅惑の覇王ＶＳ光の覇王！？！」 - Naruze, Seitokaichou! Miwaku no Haou VS Hikari no Haou!?! | 17 giugno 2012    | 19 dicembre 2017 |
| 40 | Sbagliando si impara 「新たなる出会い！爆氷の覇王ロード・ドラゴン・グレイザー！！」 - Aratanaru Deai! Bakuhyo no Haou Roudo Doragon Gureizaa!! | 24 giugno 2012    | 19 dicembre 2017 |
| 41 | La riscossa di Tameru 「爆氷の覇王グレイザーＶＳ蒼穹の覇王カーン・ウルフ」 - Bakuhyo no Haou Gureizaa VS Soukyuu no Haou Kaan Ururu | 1º luglio 2012    | 19 dicembre 2017 |
| 42 | Inaugurazione infuocata 「世界大会開幕！出撃ロード・ドラゴン軍団」 - Sekaitaiki Kaimaku! Shutsugeki Roudo Doragon Gundan | 8 luglio 2012     | 20 dicembre 2017 |
| 43 | Cavalieri e draghi 「ブレイヴ！騎士の覇王ソーディアス・アーサー」 - Bureivu! Kishi no Haou Soudeiasu Aasaa | 15 luglio 2012    | 20 dicembre 2017 |
| 44 | Nora Nyao affronta Tegamaru 「テガマルの異変 制圧、幻のカード！」 - Tegamaru no Ihen Seiatsu, Maboroshi no Kaado! | 22 luglio 2012    | 20 dicembre 2017 |
| 45 | La scalata di Hajime 「ハジメＶＳレナード 運命の友情バトル！」 - Hajime VS Renaado Unmei no Yuujou Batoru! | 29 luglio 2012    | 21 dicembre 2017 |
| 46 | Il cambiamento di Tegamaru 「制圧！ディクタトール・シーザー突撃！」 - Seiatsu! Deikutatooru Shiiza Totsugeki! | 5 agosto 2012     | 21 dicembre 2017 |
| 47 | Sconfitta con onore 「決勝戦！ハジメ対テガマル」 - Kesshouen! Hajime Tsui Tegamaru | 12 agosto 2012    | 21 dicembre 2017 |
| 48 | Sogni infranti 「アラタＶＳテガマル！初代覇王誕生！」 - Arata VS Tegamaru! Shoudai Haou Tanjou! | 19 agosto 2012    | 22 dicembre 2017 |
| 49 | La sfida della verità 「夢のあとさき ドラゴン軍団対幻龍神」 - Yume no Atosaki Doragon Gundan tsui Maboroshi Ryuujin | 26 agosto 2012    | 22 dicembre 2017 |
| 50 | Rivali per sempre 「ライバルたちよ、永遠に！」 - Raibaru tachi yo, eien ni! – "Rivali, per sempre!" | 2 settembre 2012  | 22 dicembre 2017 |

### Colonna sonora
La prima sigla di apertura originale è stata pubblicata in un singolo da Avex Trax a partire dal 21 marzo 2012.
La sigla italiana, scritta da Valerio Gallo Curcio ed interpretata da Dario De Rosa, segue lo stesso arrangiamento della prima sigla di testa giapponese, sia in apertura che in chiusura.
Sigla di apertura
- Freedom, di Masayoshi Minoshima + REDALiCE feat. ayami (ep. 1-31)
- Wake Up! My Heart!!, di Wataru Hatano (ep. 32-50)

Sigla di chiusura
- My Hero My No.1, di Wataru Hatano

Sigla di apertura e di chiusura italiana
- Versione italiana di Freedom, di Dario De Rosa

## Manga
Il manga pubblicato sulla rivista Kerokero Ace (Kadokawa Shoten) non è mai stato raccolto in tankōbon, mentre quello della rivista Saikyō Jump (Shūeisha) è stato serializzato in 2 volumi.

### Volumi
| Nº | Data di prima pubblicazione | Data di prima pubblicazione |
| Nº | Giapponese                  |                             |
| -- | --------------------------- | --------------------------- |
| 1  | 2 marzo 2012                |                             |
| 2  | 4 settembre 2012            |                             |